# Ischnotoma (Neotipula) penata
Ischnotoma (Neotipula) penata is een tweevleugelige uit de familie langpootmuggen (Tipulidae). De soort komt voor in het Neotropisch gebied.